# لامبرتو ماجورینی
لامبرتو ماجورینی (ایتالیایی: Lamberto_Maggiorani ۲۸ اوت ۱۹۰۹ – ۲۲ آوریل ۱۹۸۳) بازیگر ایتالیایی است که پس از بازی در فیلم دزد دوچرخه به شهرت رسید.
وی زمانی که برای فیلم دزد دوچرخه انتخاب شد کارگر تراشکار کارخانه بود و در زمینهٔ بازیگری تجربه‌ای نداشت.

## فیلم‌شناسی
- دزد دوچرخه -۱۹۴۸
- Vent'anni -1949
- Donne senza nome-1950
- Anna-1951
- Achtung! Banditi! (۱۹۵۱)
- Salvate mia figlia (1951)
- A Tale of Five Cities (1951)
- تعطیلات با یک گانگستر (۱۹۵۱)
- اومبرتو دی -۱۹۵۲
- Via Padova 46 (1954)
- Don Camillo e l'on. Peppone (1955)
- Totò, Peppino e i... fuorilegge (1956)
- Il giudizio universale (1961)
- Mamma Roma (1962)
- Mare matto (1963)
- Ostia (1970)